# Julian Oswald
Sir John Julian Robertson Oswald GCB (* 11. August 1933 in New More, Invergordon, Ross-shire, Schottland; † 19. Juli 2011) war ein britischer Flottenadmiral der Royal Navy, der während des Zweiten Golfkrieges Erster Seelord und für die umstrittene Entscheidung verantwortlich war, dass Mitglieder der Women’s Royal Naval Service (Wrens) auf Einsatz befindlichen Schiffen dienen sollten.

## Leben

### Militärische Ausbildung und Aufstieg zum Admiral
Der Sohn des Hauptmanns George Hamilton Oswald trat nach dem Besuch der Beaudesert Park School in Minchinhampton im Mai 1947 als Seekadett in das Royal Naval College in Dartmouth ein und diente nach der Ausbildung auf dem Kreuzer HMS Devonshire auf der HMS Vanguard, dem letzten Schlachtschiff der Royal Navy. Danach folgten Verwendungen auf der U-Jagd-Fregatte HMS Verulam (R28), dem Flugzeugträger HMS Theseus (R64), dem Leichten Kreuzer HMS Newfoundland (59) sowie dem Minenabwehrfahrzeug HMS Jewel, ehe er 1959 eine Qualifikation als Geschützspezialist erhielt.
1962 wurde er Kommandant des Minenabwehrfahrzeugs HMS Yarnton und schloss danach 1964 das Royal Naval Staff College in Greenwich ab. Nachdem er zwischen 1966 und 1968 als Erster Offizier auf der Fregatte HMS Naiad (F39) diente, wechselte er ins Verteidigungsministerium, in dem er im Direktorium für Marineplanungen seine Befähigkeit als Stabsoffizier zeigte. Danach war er von 1971 bis 1972 Kommandant der Fregatte HMS Bacchante (F69), ehe er ins Verteidigungsministerium zurückkehrte und dort im Dezember 1972 zum Kapitän zur See befördert wurde.
Nachdem er das Royal College of Defence Studies (RCDS) absolviert hatte, war er zwischen 1977 und 1979 Kommandant des Zerstörers HMS Newcastle (D87). 1979 war er Leiter des Royal Naval Presentation Team, das auf einer Vortragsreise durch Großbritannien die Marine darstellte und danach von 1980 bis 1982 Kommandant des Britannia Royal Naval College in Dartmouth.
Nach seiner Beförderung zum Konteradmiral wurde er im Dezember 1982 zunächst Assistent des Verteidigungsstabes für Programme und dann Assistent des Chefs des Verteidigungsstabes für Politik und Nukleares. In der letzteren Verwendung half er, Milliarden Pfund Sterling im Verteidigungshaushalt zu sparen, in dem er aufzeigte, dass die Flexibilität des U-Boot-gestützten Trident-Interkontinentalraketensystems bedeutete, dass es die britische substrategische Nuklearoption übernehmen könnte. Dies bedeutete weiterhin, dass kostspielige luftgestützte Interkontinentalraketen der Royal Air Force abgebaut werden könnten.
Im Anschluss war Oswald zwischen 1985 und 1987 Flaggoffizier der 3. Flottille sowie Kommandeur des U-Jagd-Kriegsführungsflotte, ehe er 1987 sowohl Oberkommandierender der Flotte als auch Oberkommandierender des Allied Command Eastern Atlantic (EASTLANT) der NATO, das auch für den Ärmelkanal zuständig ist. Zugleich wurde er 1987 in den Adelsstand erhoben, so dass er fortan den Namenszusatz „Sir“ führte.

### Erster Seelord und Ämter im Ruhestand
Oswald war schließlich von Mai 1989 bis März 1993 Erster Seelord und wurde als Knight Grand Cross des Order of the Bath zum „Sir“ geadelt. Zu dieser Zeit kam es zunehmend zu Bemühungen zur Beendigung des Kalten Krieges, was zu einer maßgeblichen Neubewertung der Verteidigungspolitik der konservativen Regierung führte. Diese Änderungsoptionen brachten insbesondere nach dem Zusammenbruch der Sowjetunion eine Größenänderung und Neuausrichtung der Streitkräfte des Vereinigten Königreichs.
Zu Beginn seiner Tätigkeit als Erster Seelord war er gegen den Dienst von Wrens, also Angehörigen des weiblichen Marinedienstes, auf im Einsatz auf See befindlichen Schiffen. Eine Studie von Kapitän zur See Alan West, der zwischen 2002 und 2006 selbst Erster Seelord und später Sicherheitsminister war, kam zu der Schlussfolgerung, dass dieser Schritt behutsam und zunächst auf kleineren Schiffen versucht werden sollte, während die Regierung von Premierministerin Margaret Thatcher eine schnellere Umsetzung forderte. Oswald akzeptierte schließlich die Argumente dieser Forderung, die Kürzungen bei der Einberufung von Männern und den grundlegenden Wunsch der Mehrheit der Frauen beinhaltete, Dienst auf Seeschiffen zu leisten, und gewann durch seine Darstellung zunehmend mehr Unterstützer.
Darüber hinaus legte er die Grundlagen für die heutige Verwendung von amphibischen Angriffsschiffen, indem er konservative Minister von der Anschaffung amphibischer Angriffsschiffe wie der Ocean überzeugte, und war außerdem der führende Theoretiker der Streitkräfte in Sachen Kernwaffen.
Seine ruhige Art und sein Gespür für politische Richtungen brachten im nicht nur den Respekt von Politikern und Zivilbeschäftigten im Verteidigungsministerium ein, sondern führten auch zu der Vermutung, dass man ihn zum Chef des Verteidigungsstabes ernennen würde, wobei dieses Amt im März 1994 jedoch von Generalfeldmarschall Peter Inge übernommen wurde.
Nach seinem Ausscheiden aus dem aktiven Militärdienst wechselte er in die Privatwirtschaft und übernahm insbesondere zahlreiche Funktionen als Vorsitzender oder Direktor in der Rüstungsindustrie. Er war der erste Admiral, der Vorstandsvorsitzender eines im FTSE 100 Index notierten Unternehmens wurde, als er die Führungsposition der Sema Group übernahm. Daneben war er Trustee des National Maritime Museum, in dem er als Vorsitzender des Nationalkomitees für Historische Schiffe verantwortlich für die Aufstellung eines Nationalen Registers historischer Schiffe war. 1994 wurde er daneben auch Präsident der Vereinigung der Seekadetten sowie Ehrenpräsident des Royal United Services Institute.

## Veröffentlichungen
- The Royal Navy – Today and Tomorrow (1994)